# Phare Macquarie
Le phare Macquarie, ou phare South Head Upper est le premier phare construit, en 1818, en Australie. Il est implanté à Dunbar Head, Vaucluse à 2 km au sud de South Head à proximité de l'entrée de Port Jackson. Dès 1791, un feu d'aide à la navigation était implanté. Le phare actuel est achevé en 1883.
Le phare est représenté sur le blason de l'université Macquarie.

## Caractéristiques
Le phare est une tour cylindrique, blanche, d'une hauteur de 26 mètres, s'élevant à 105 mètres au-dessus de l'océan. Il surmonte la maison du gardien.

## Codes internationaux
- ARLHS[4] : AUS-218[3]
- NGA : 6316[3]
- Admiralty[5] : K2632[3]

## Divers
Le phare est ouvert au public, deux fois par mois, sur réservation.

## Galerie

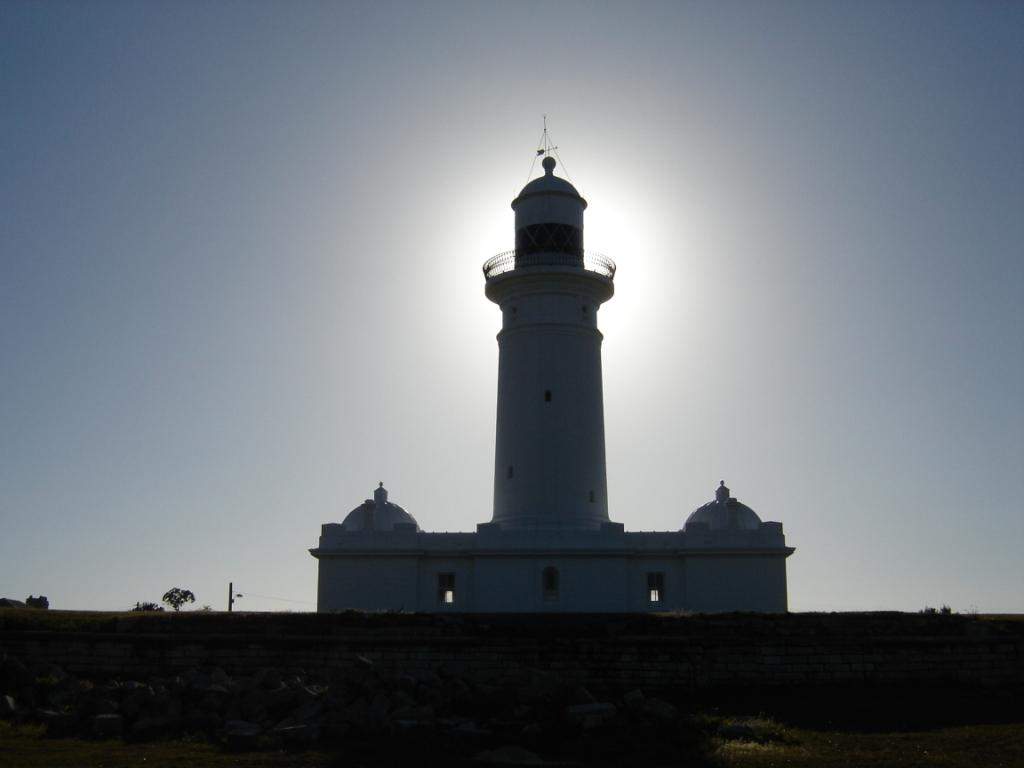
Vue distante du phare
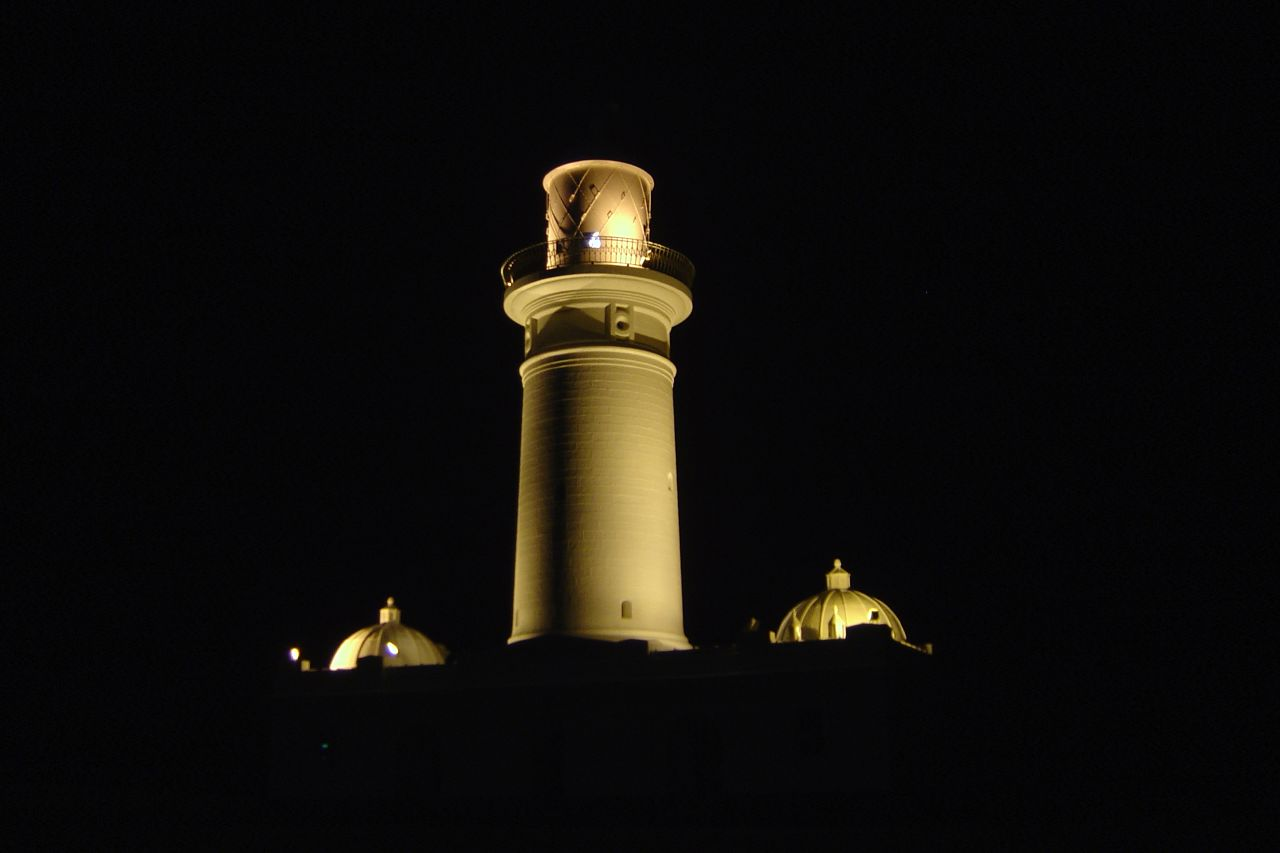
Photo de nuit du phare
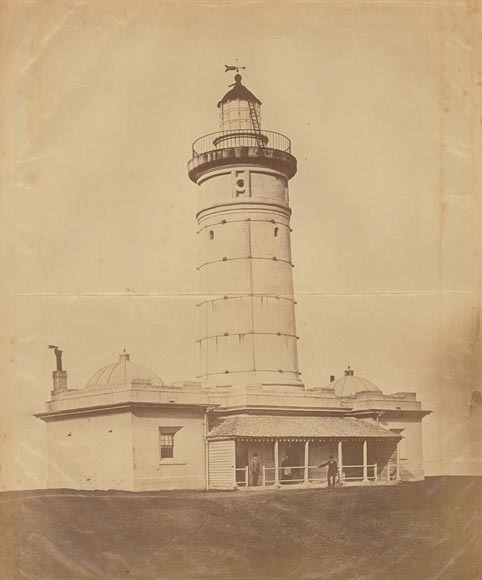
Le premier phare Macquarie, construit de 1816 à 1818 (photo des années 1870)
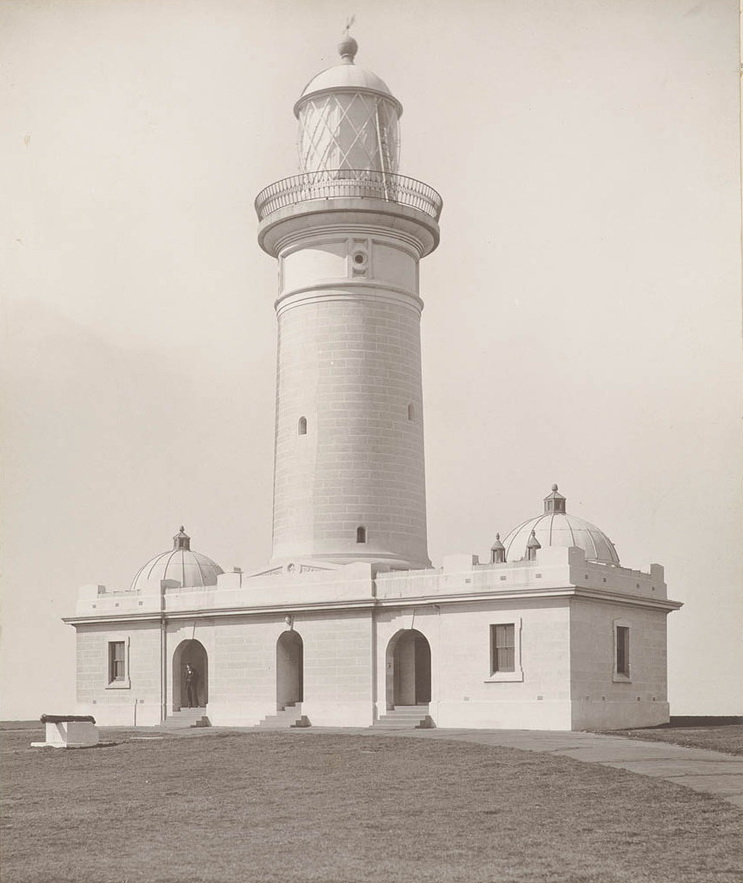
Photo du phare (1902)
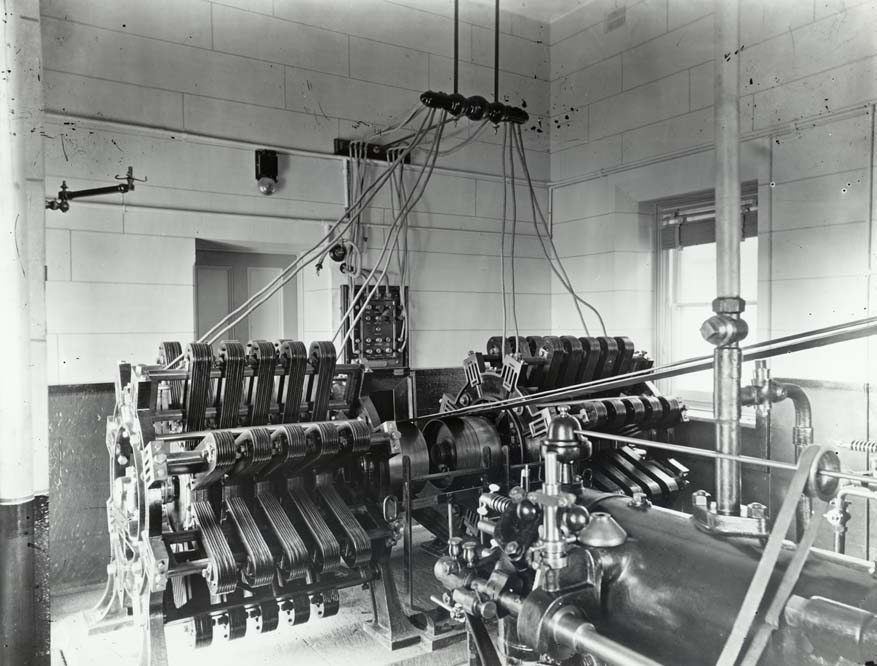
Salle des machines du phare
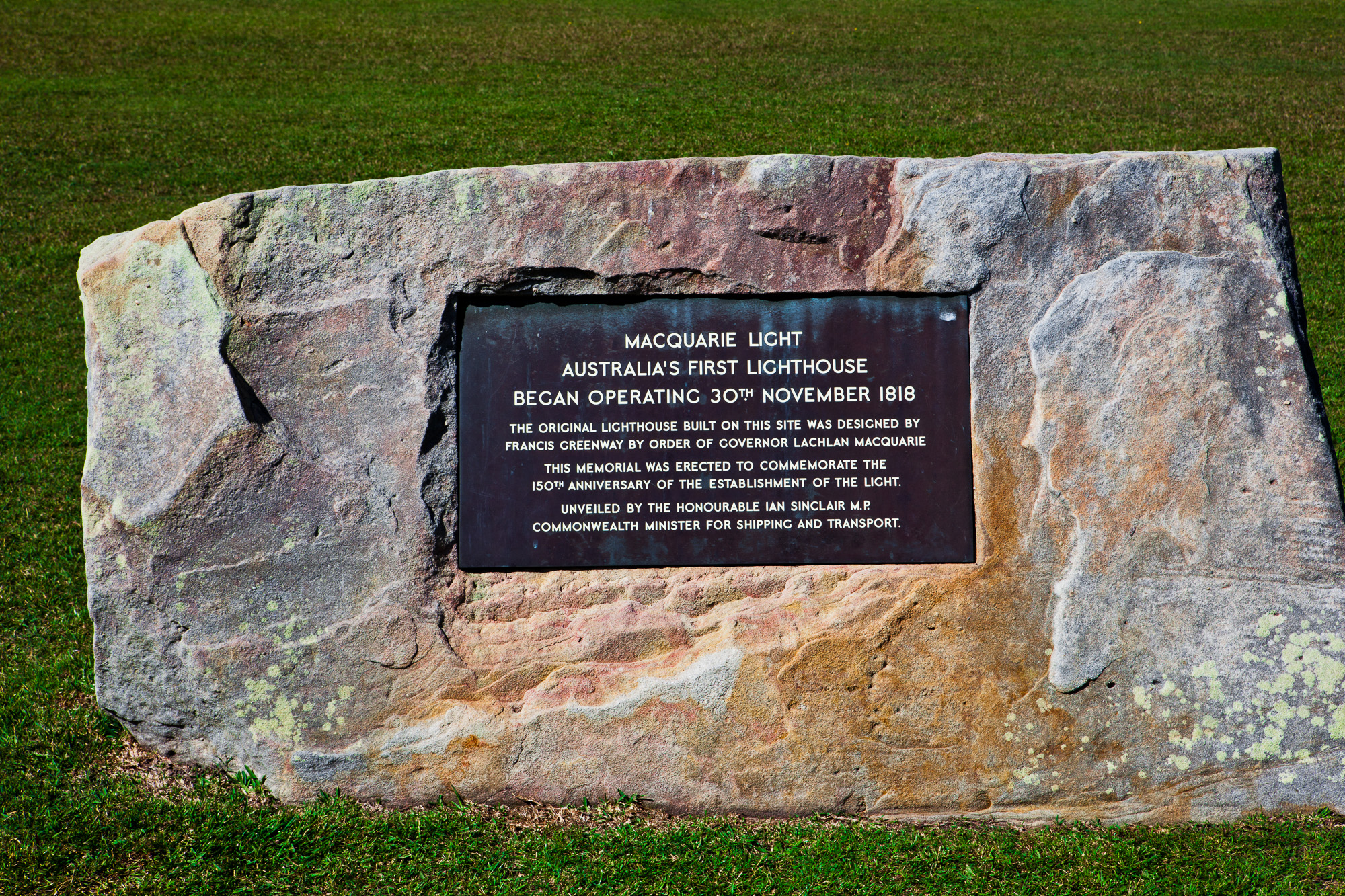
Plaque commémorative du phare (pour les 150 ans de la construction)

## Source
- (en) Cet article est partiellement ou en totalité issu de l’article de Wikipédia en anglais intitulé « Macquarie Lighthouse » (voir la liste des auteurs).